# Kabalapatak
Kabalapatak település Romániában, Szilágy megyében.

## Fekvése
Szilágy megyében, Oroszmezőtől délnyugatra, Tormapataka és Semesnye között fekvő település.

## Története
1338-ban a Rogna határjárásakor említették először a Kabalapatak nevet a településen átfolyó patak neveként, később 1554-ben Kabolapatak néven volt említve.
A település kezdetektől a Kolozs megyei Almás vára-hoz tartozott.
1378-ban Nagy Lajos király adományozta Bebek György királynői tárnokmesternek, s fiainak. Pelsőczi Pál; Imre vajda fia utód nélküli halála után Mátyás király Dengelegi Pongrác János vajdának adta, mint Almás vára tartozékát.
1554-ben Somi Anna, Balassa Imre vajda (†1550) özvegye a birtok negyedrészét Patócsi Boldizsárnak adományozta.
1560-ban II. János király a birtok felét néhai Bebek Ferenctől elkobozta és azt Báthory Kristófnak és nejének, Bocskai Erzsébetnek adományozta, a másik fele pedig Balassa Zsófiáé lett.
1577-ben egy része Báthory István erdélyi fejedelemre, másik része pedig Balassa Zsófia II. férjére Csáky Lászlóra szállt.
Az 1500-as évek végétől az 1600-as évek végéig több egymással rokon családé; a Csáky, Bornemissza, Kendy családoké volt.
1696-ban a törökök kezére került.
1768 és 1866 között pedig a kolozsvári unitárius, majd a római katolikus egyház birtoka volt, 1866-tól pedig Kolozsvár városának a birtoka volt.
Az 1831 évi összeírás alkalmával a településnek 160 lakosa volt.
1866-ban 374 lakost számoltak össze a településen, melyből görögkatolikus 368, zsidó 6 fő volt.
1891-ben 494 lakosa volt, ebből 489 görögkatolikus, 5 izraelita volt.
A trianoni békeszerződés előtt Kabalapatak Szolnok-Doboka vármegye Nagyilondai járásához tartozott.

## Nevezetességek
- Görögkatolikus fatemploma 1887-benépült, a Főangyalok tiszteletére szentelték fel.